# José Antonio González de Salas
José Antonio González de Salas (Madrid, 1588-ibídem, 1654) fue un escritor y humanista español.

## Biografía
Señor de la antigua casa de los González de Vadiella, y alcalde ordinario de Fontioso, fue hijo del contador don Diego González de Salas y de doña Isabel de Jivaja Pisa y Quiroga, y primo del Cardenal Juan de Lugo y Quiroga. Bautizado en la Parroquia de San Martín de Madrid el 12 de enero de 1592 por el teniente de cura García Garrido, tuvo una educación principesca, aprendiendo a la perfección latín, griego y hebreo. Adquirió además una gran erudición en todo género de letras y se consagró al estudio. No pretendió jamás destino alguno y se conformó con su patrimonio; vivió apartado del bullicio de la Corte, pero instalado en medio de ella, según la filosofía neoestoica que asimiló de Séneca; fue muy conocido sin embargo por sus escritos dentro y fuera de España y Felipe IV le hizo merced de un hábito de la Orden de Calatrava. Fue gran amigo de Francisco de Quevedo, cuyas poesías (Parnaso español, monte en dos cumbres dividido, 1648) editó. Murió repentinamente a los sesenta y seis años. Marcelino Menéndez Pelayo escribió que era:

Tétrico de carácter, enfático y sentencioso de estilo, algo misántropo y mal avenido con todo cuanto le rodeaba. Comunicó estas cualidades a su estilo, que es la misma lobreguez y el mismo desconsuelo. Anduvo toda su vida con los griegos en las manos y no se le pegó cosa alguna de la forma helénica, y sólo le sirvieron para alardear de una erudición muy maciza y positiva, pero tortuosa y culterana.
M. Menéndez Pelayo, Historia de las ideas estéticas...

## Obra
Publicó eruditos comentarios al Satyricon"' de Petronio (Commenta, dissertationes et praefationes et indices in T. Petronium Arbitrum"', sin lugar ni año), e incluso lo editó con suplementos textuales destinados a cubrir sus lagunas (Petroni Arbitri... Satiricon extrema editio ex Musaeo D. Iosephi Antoni Gonsali de Salas: Francofurti, cura Wolfgangi Hofmanni, 1629). 
También comentó la Historia natural de Plinio el Viejo y su traducción del Compendio Geographico i historico de el Orbe antiguo, i Descripcion de el Sitio de la Tierra Escripta por Pomponio Mela Español antiguamente en la Republica Romana, i ahora con nueva y varia ilustracion, restituido á la suia Española, de la Libreria de Don Jvsepe Antonio Gonzalez de Salas (Madrid: Diego Diaz de la Carrera, 1644) de Pomponio Mela, reimpreso por Francisco Cerdá y Rico (Madrid: A. Sancha, 1780). 
Su obra fundamental fue la muy erudita Nueva idea de la tragedia antigua o Ilustracion ultima al libro singular de Poética de Aristóteles Stagirita, Madrid: Francisco Martínez, 1633, también reimpresa por Francisco Cerdá y Rico con notas (Madrid: Antonio de Sancha, 1778). Igualmente escribió González de Salas "'De duplici viventium terra dissertatio paradoxica. Magni operis, quod inscribitur Epitoma geographico-historica (Lugduni Batavorum: Apud Elzevirios, 1650).